# Ale le Fort
Pour les articles homonymes, voir Le Fort.
Ale le Fort ou Ale de frokenes, dont on trouve le nom dans la Heimskringla, est un roi légendaire de Scandinavie appartenant à la Maison des Skjöldung. Il est le fils du roi Fridleif de Danemark et un cousin de Helgi. Il combattit le roi Aun d'Uppsala et y régna pendant vingt-cinq années avant d'être tué par Starkad le vieux.
Selon la tradition orale, le site mégalithique de Ale porte son nom car il correspondrait à l'emplacement de sa sépulture.

## Source
- Snorri Sturluson et François-Xavier Dillmann, Histoire des rois de Norvège: Heimskringla, Paris : Gallimard, 2000  (ISBN 978-2-07-073211-1).

1. ↑  (en) Alicja Edyta Krzemińska, Anna Dzikowska, Anna Danuta Zaręba et Katarzyna Rozalia Jarosz, « The Significance of Megalithic Monuments in the Process of Place Identity Creation and in Tourism Development », Open Geosciences, vol. 10, no 1,‎ 1er janvier 2018, p. 504–516 (ISSN 2391-5447, DOI 10.1515/geo-2018-0040, lire en ligne, consulté le 14 octobre 2024).